# Jonathan Cartland
Cet article concerne la série. Pour le premier album, voir Jonathan Cartland (tome 1).

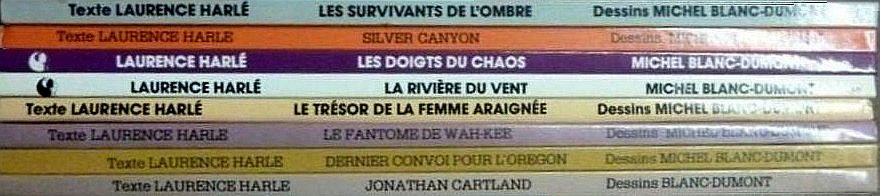
Jonathan Cartland (ici 8 tomes).

Jonathan Cartland (ou simplement Cartland) est une série de bande dessinée de western dessinée par Michel Blanc-Dumont et écrite par Laurence Harlé. Nommée d'après le personnage principal et apparue en 1974 dans le magazine Lucky Luke, elle a été publiée en dix volumes jusqu'en 1995. C'est l'un des « westerns contemporains les plus importants ».
Jonathan Cartland se déroule sur une période assez courte, de 1854 à 1863, pendant la conquête de l'Ouest américain et décrit les péripéties d’un trappeur empreint d’humanisme et proche des populations amérindiennes. C’est un western proche de la nature qui décrit la vie au XIXe siècle dans l’Ouest sauvage. Michel Blanc-Dumont explique : « À l'époque où Laurence Harlé et moi avons créé Cartland, nous avions un vrai désir de raconter une histoire proche des thèmes de films comme Jeremiah Johnson ou Little Big Man, Tandis que Gir a commencé dans les années soixante en plein âge d'or du western. C'est cette différence de culture qui a déterminé nos influences. Aux références cinématographiques, livresques et iconographiques s'ajoutaient les préoccupations de la fin des années soixante-dix : la guerre, l'écologie, l'incompréhension raciale et le choc des cultures. Mais le western au cinéma est toujours le reflet de l'époque où il est fait. Il est rarement historique. Ce n'est pas un hasard si Little Big Man a été tourné pendant la Guerre du Viêt Nam. »
Dans les premiers volumes, les auteurs ont du mal à se démarquer de leurs influences. Jacques de Pierpont estime que l'histoire n'est qu'« un maigre succédané de Jeremiah Johnson » tandis que Blanc-Dumont reste très inspiré par le travail de Jean Giraud sur Blueberry. Cependant, le dessinateur trouve sa personnalité en affinant son trait tandis que les scénarios de Harlé, qui se teignent de fantastique à partir de La Rivière du vent, amènent le western franco-belge dans la direction encore inexplorée, selon J. de Pierpont, du « western gothique […], avec son cortège de sortilèges, de pièges, d'angoisses ».

## Personnages
- Jonathan Cartland:

C'est un trappeur et un justicier, spécialiste des jurons en anglais : « Blast it ! », « Good Lord ! », « Jumpin’ Jehosephat », « hell's bells » « Smockin’ Jericho » figurent parmi les plus répétés. Il est surnommé « Jon » par ses compatriotes, et « Cheveux jaunes » par les indiens Oglalas, Wa-pa-shee par l'homme-médecine mandan, bahana, par les Hopis, ou encore Ours Blessé par les Cheyennes qui l'ont capturé.
Il connaît bien les indiens et l'Ouest américain. Avant 1854, année du début de ses aventures dans le premier tome, il a passé une partie de son enfance à Fairhaven dans une famille adoptive, les épiciers Cartland, violents avec lui, puis trois ans avec un français, Honoré Chouteau, grâce auquel il peut lire du Baudelaire dans le texte et enfin avec les Indiens Mandans chez qui Chouteau le laisse pour qu'il y soit soigné, puis il rencontre en 1854 les Oglalas et épouse Petite Neige, une indienne, fille de Running Bear, chef de la tribu. Ensemble, ils s'installent dans une cabane et ont un fils. Petite Neige meurt assassinée quand leur fils est encore tout jeune. Pendant une courte période, Cartland sombre dans l'alcool. Son ami Louis, un métis, lui trouve un travail et va lui permettre de refaire surface.
Il travaille parfois à son compte comme trappeur mais, sa bonne connaissance du terrain et sa force physique aidant, il se met également au service de l'armée ou de particuliers. Il est alors tour à tour éclaireur, guide, bûcheron, traducteur… Il se déplace beaucoup dans tout l'ouest des États-Unis : de Saint Louis à San Francisco, de montagnes en déserts.
Contrairement à de nombreux autres héros de western des années 1960-1970, c'est « un homme fragile, épris de justice », ami des indiens. La construction progressive du personnage s'inscrit dans l'évolution des autres héros westerniens des séries Comanche ou Blueberry. D'après Pierre Laurent Dautès, ils sont la proie de conflits psychologiques et moraux que n’ont pas connus [leurs] prédécesseurs, héros aux chemises impeccablement repassées. Comme l’écrit Laurent Guyon : « Les auteurs y développent une vision clairement pessimiste de la nature humaine, rendant inutiles les tentatives du héros pour fuir la violence de la société ou des individus, qui finit toujours par le rattraper ». Jonathan Cartland [...] lui aussi est un héros tourmenté. Trappeur, marié à une indienne qu’il trouve un jour lâchement assassinée, Jonathan Cartland a une personnalité fragile et humaniste. Il doute, il a parfois peur et commet des erreurs et quelques lâchetés.
- Louis :

C'est un métis qui travaille comme éclaireur pour l'armée. Il est aussi appelé « sang-mêlé ».

## Thèmes

### Les animaux
Trois animaux au moins jouent un rôle narratif de premier plan dans la série.
Il s'agit d'abord d'un puma qui se révèle immortel dans Le Trésor de la femme araignée, chargé de protéger le tombeau qui fait l'objet de la convoitise de Bolton.
Dans la Rivière du vent et Les Doigts du chaos, le chien Berganza protège la fragile Cecilia, l'amie du comte Wilhelm, jusqu'à ce qu'elle soit possédée par l'esprit de la rivière du vent qui cherche à protéger les lieux de l'entreprise insensée du comte. Ne la reconnaissant plus, il s'éloigne peu à peu d'elle, se rapproche de Jonathan et protège le comte du coup mortel que Cecilia, qui n'est plus elle-même, cherche à lui porter dans son sommeil, à la fin du premier tome du diptyque, en l'attaquant à la main, ce que l'on découvre à la page 15 du second tome. Berganza tuera par ailleurs un des enfants Cordwainer à la fin du second volume. Le nom de Berganza est peut-être inspiré de l'animal homonyme des Contes fantastiques d'Ernst Theodor Amadeus Hoffmann, qui se révèle un véritable lettré malgré sa condition de chien, ou pour remonter plus loin encore, fait référence au chien Berganza de Miguel de Cervantès, auteur du Colloque des chiens dans lequel il donne la parole à deux chiens philosophes.
Dans la trilogie qu'entame Les Survivants de l'ombre, Jonathan sauve un cheval racé, qu'il appelle Lune d'Automne, du nom de l'astre qui brille quand il le découvre. Il se promet de le ramener à Violante, sa propriétaire légitime, ce qu'il parviendra à faire dans Les Repères du Diable. C'est Lune d'automne qui tuera de ses sabots Shadrach, le tueur en série malade qui tentait de le voler.

## Publication
Jonathan Cartland est d'abord apparue en 1974 dans le mensuel Lucky Luke, où les westerns du groupe Dargaud étaient publiés en priorité. Dès 1975, les récits courts font l'objet d'un recueil, augmenté d'inédits. À la mort du magazine, la série est transférée vers Pilote, qui pré-publie les tomes 4 à 9 jusqu'en 1989. Le dernier album est le seul à être sorti sans pré-publication.

### Périodiques
- Lucky Luke :

1. 5 récits de huit à dix pages, 1974-1975

- Pilote[n. 1] :

1. Le Trésor de la femme araignée, 1977-1978
2. La Rivière du vent, 1979
3. Les Doigts du chaos, 1981
4. Silver canyon, 1983
5. Les Survivants de l'ombre, 1986-1987
6. L’Enfant lumière, 1988-1989

### Albums

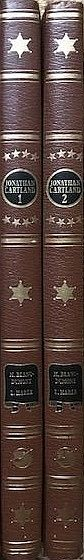
Jonathan Cartland aux éditions Rombaldi.

#### Albums individuels
Tous ces albums ont été publiés chez Dargaud, dans la collection Western:
1. Jonathan Cartland, 1975, en grand format.
2. Dernier convoi pour l'Oregon, 1976
3. Le Fantôme de Wah-Kee, 1977
4. Le Trésor de la femme araignée, 1978
5. La Rivière du vent, 1979
6. Les Doigts du chaos, 1982[13]
7. Silver Canyon, 1983
8. Les Survivants de l'ombre, 1987
9. L'Enfant lumière, 1989
10. Les Repères du diable, 1995

#### Intégrales
- Jonathan Cartland, 2 volumes, Rombaldi, 1985. Réédition des sept premiers albums (avec l'ajout, dans le deuxième volume, de Courts métrages, un récueil d'histoires courtes indépendantes de Michel Blanc-Dumont).
- Jonathan Cartland, Dargaud, coll. « Omnibus », 1987. Réédition des trois premiers albums en un volume.
- Intégrale Cartland, 3 volumes, Dargaud, 2004-2006. Réédition de l'intégralité de la série.

## Distinctions
- 1984 :  Prix du Meilleur scénario au festival d'Hyères pour Silver Canyon
- 1988 :  Alph-Art du meilleur album français au festival d'Angoulême pour Les Survivants de l'ombre[14]